# Hieracium sect. Bifida
La sezione  Hieracium sect. Bifida (Arv.-Touv.) A.R. Clapham è una sezione di piante angiosperme dicotiledoni del genere Hieracium della famiglia delle Asteraceae.

## Etimologia
Il nome del genere deriva dalla parola greca hierax o hierakion (= sparviere, falco). Il nome del genere è stato dato inizialmente dal botanico francese Joseph Pitton de Tournefort (1656 - 1708) rifacendosi probabilmente ad alcuni scritti del naturalista romano Gaio Plinio Secondo (23 - 79) nei quali, secondo la tradizione, i rapaci si servivano di questa pianta per irrobustire la loro vista. Il nome della sezione (bifida) deriva dal latino e significa "separato", "diviso in due" e fa probabilmente riferimento al fusto delle specie di questa sezione che in genere è forcato.
Il nome scientifico della sezione è stato definito dai botanici Jean Maurice Casimir Arvet-Touvet (1841-1913) e Arthur Roy Clapham (1904–1990).

## Descrizione

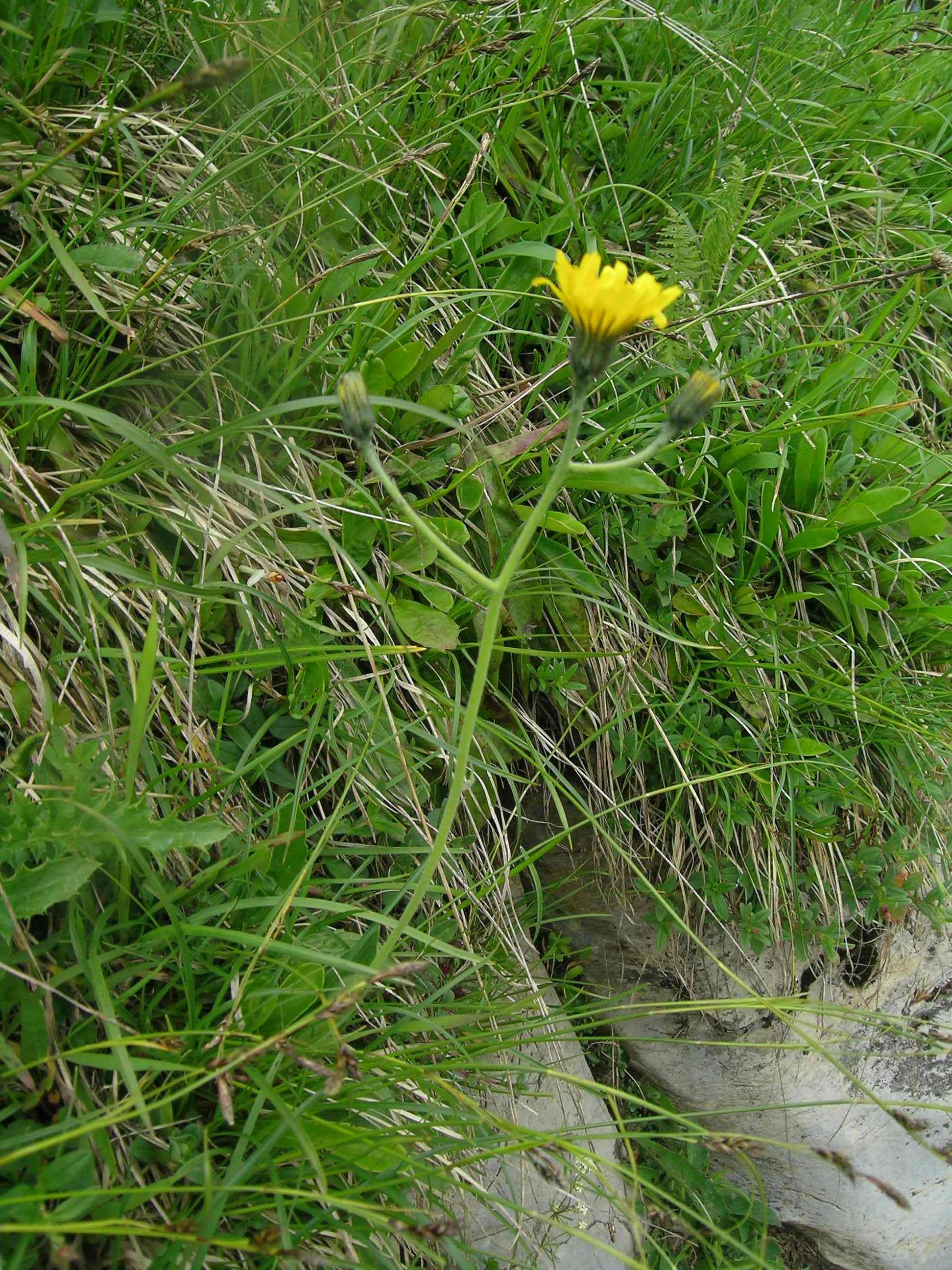
Il portamento
Hieracium bifidum

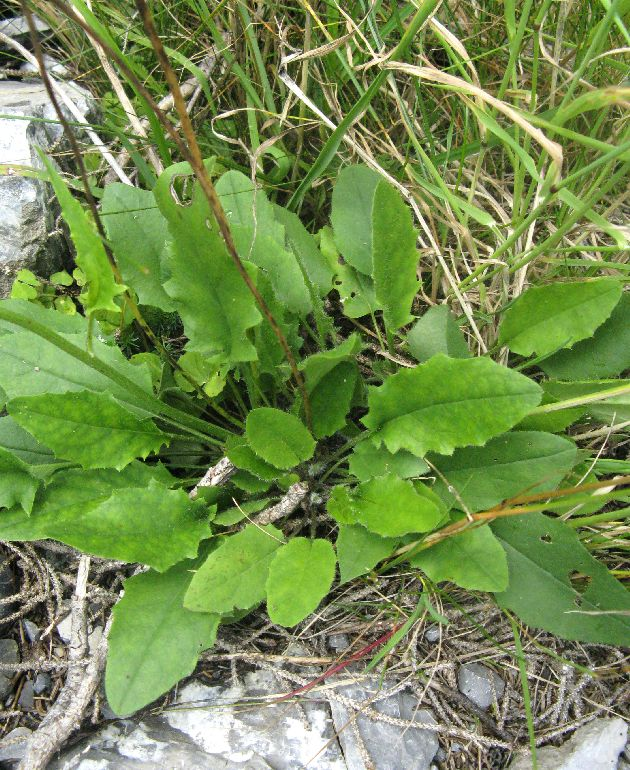
Le foglie
Hieracium bifidum

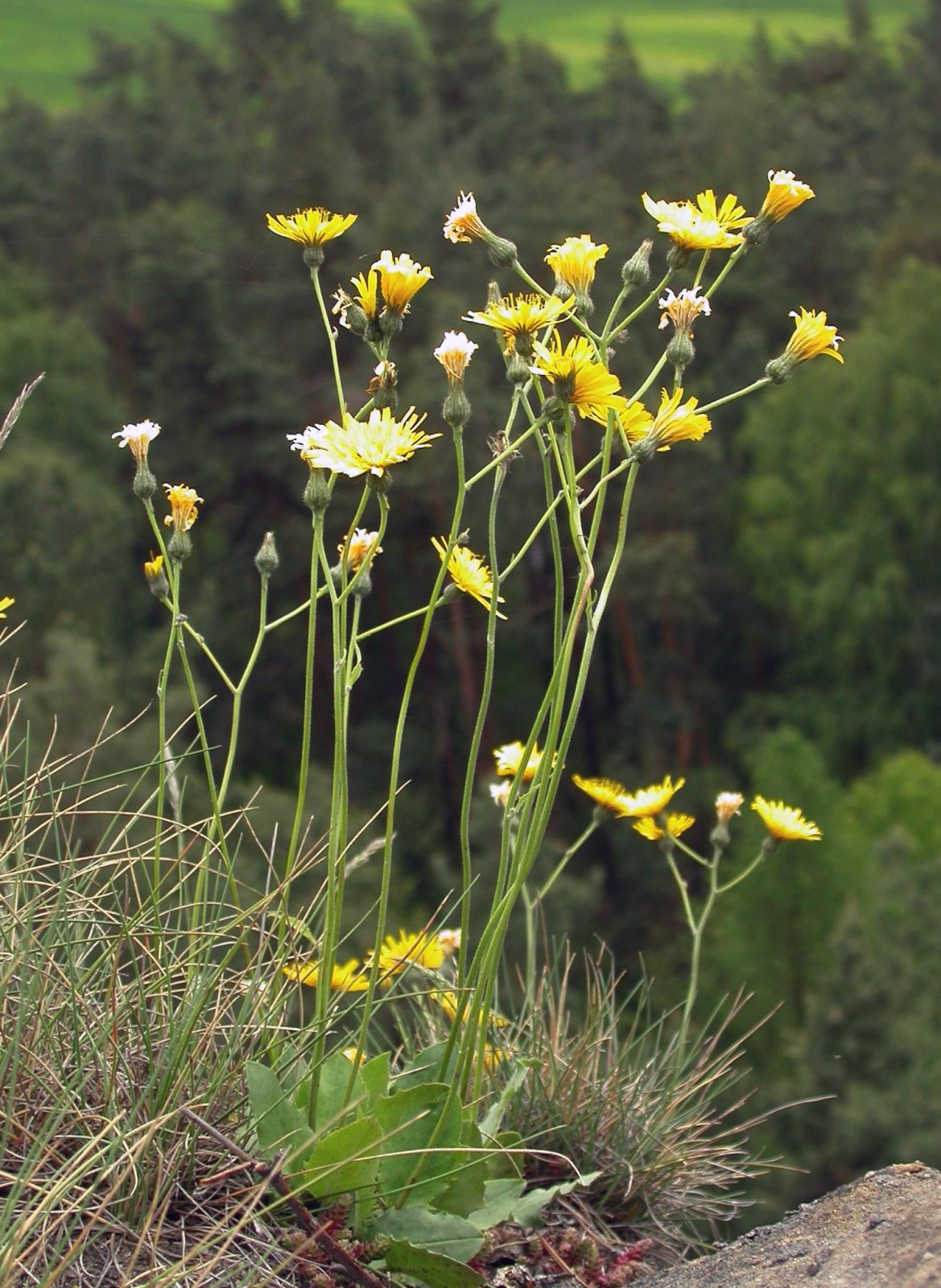
Infiorescenza
Hieracium bifidum

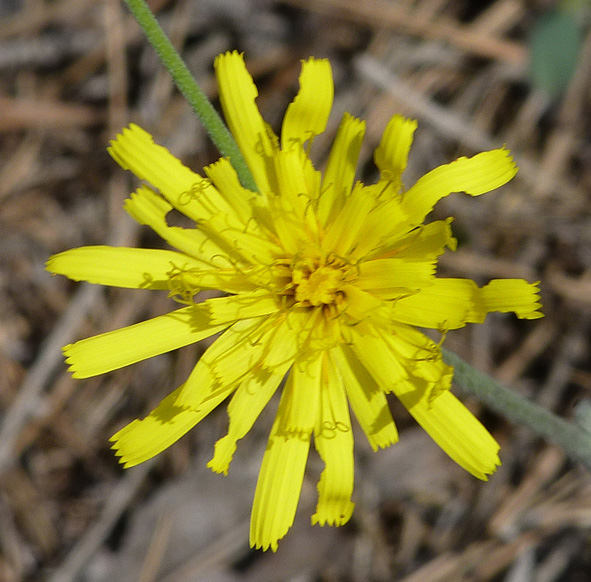
I fiori
Hieracium bifidum

Habitus. La forma biologica prevalente è emicriptofita scaposa (H scap), ossia in generale sono piante erbacee (e aromatiche), a ciclo biologico perenne, con gemme svernanti al livello del suolo e protette dalla lettiera o dalla neve, inoltre spesso hanno l'asse fiorale eretto e privo di foglie (piante scapose), oppure le foglie basali sono assenti alla fioritura. Alcune specie possono anche avere la forma biologica di tipo emicriptofita rosulata (H ros), ossia con foglie disposte a formare una rosetta basale e presenti alla fioritura. Queste piante sono anche provviste di lattice (i vasi latticiferi sono anastomizzati), ma sono prive di stoloni. Inoltre le specie di questo gruppo sono piante di tipo fillopode (raramente sono hypofillopode); i peli ghiandolari sono più o meno assenti sui peduncoli dei capolini e sull'involucro; i peli semplici sono sparsi, quelli stellati sono densi.
Radici. Le radici sono secondarie da rizoma.
Fusto. La parte aerea del fusto è eretta o ascendente, molle con ramosità più o meno copiosa. La superficie può essere sia glabra che pelosa. Le piante di questa sezione possono raggiungere un'altezza massima di 2 - 4 dm (raramente raggiungono i 6 - 8 dm). Il colore è verde-glauco (in alto) e rosso-violaceo (in basso). La parte sotterranea spesso è un fittone.
Foglie. Le foglie si dividono in basali e cauline disposte in modo alternato. La lamina può essere intera o più o meno divisa con forme da lineari-strette a largamente ovate (con contorni da rotondi a lanceolati). I bordi possono essere continui o variamente dentati. La superficie può essere glabra o variamente pubescente. Le foglie basali (da 4 a 8) sono attenuate e più o meno brevemente picciolate. Le foglie sono fortemente ridotte (da 0 a 1), sono colorate di verde-glauco e sono spesso macchiate, sono progressivamente ridotte e con lamine più strette.
Infiorescenza. La sinflorescenza è del tipo forcato fino a lassamente paniculato con 1 - 3 rami e diversi capolini (totale 3 -  8 capolini). L'acladio è di 3 – 7 cm. Le infiorescenze vere e proprie sono formate da un peduncolo che sorregge un involucro composto da diverse brattee (o squame) disposte su 2 serie in modo embricato, all'interno delle quali un ricettacolo fa da base ai fiori tutti ligulati. L'involucro ha delle forme da emisferiche a cilindrico-ellissoidi. Le brattee si dividono in esterne (non sempre presenti) e interne; quelle esterne (formano quasi un calice) sono da poche a una dozzina con forme da deltate a lanceolate o lineari; quelle interne possono arrivare a due dozzine ed hanno delle forme lineari-lanceolate con margini scariosi e apici acuminati con forme ottuse. Il ricettacolo è nudo, ossia senza pagliette a protezione della base dei fiori, e alveolato (il margine degli alveoli è brevemente dentato).  Dimensione dell'involucro: 9 – 11 mm.
Fiori. I fiori (da 6 a 150) sono tutti del tipo ligulato, tetra-ciclici (ossia sono presenti 4 verticilli: calice – corolla – androceo – gineceo) e pentameri (ogni verticillo ha 5 elementi). I fiori sono inoltre ermafroditi e zigomorfi. In alcuni casi i fiori femminili sono "stilosi".
- Formula fiorale:

*/x K {\displaystyle \infty }, [C (5), A (5)], G 2 (infero), achenio
- Calice: i sepali del calice sono ridotti ad una coroncina di squame.
- Corolla: le corolle sono formate da un tubo e da una ligula terminante con 5 denti; il colore è giallo. Le ligule sono lunghe oltre l'involucro e spesso sono glabre.
- Androceo: gli stami sono 5 con filamenti liberi, mentre le antere sono saldate in un manicotto (o tubo) circondante lo stilo.[16] Le antere alla base sono acute. Il polline è tricolporato.[17]
- Gineceo: lo stilo è giallo (o più o meno scuro), è filiforme e peloso sul lato inferiore; gli stigmi dello stilo sono due divergenti. L'ovario è infero uniloculare formato da 2 carpelli. La superficie stigmatica è posizionata internamente (vicino alla base).[18]

Frutti. I frutti sono degli acheni con pappo. Gli acheni sono scuri (castano scuro) a forma colonnare-obconica (o più o meno cilindrica) e sono ristretti alla base (e ingrossati all'apice), mentre la superficie (liscia o appena rugosa) è provvista di 8 - 10 coste che nella parte apicale confluiscono in un orlo anulare. Il pappo è formato 20 a 80 setole biancastre (o giallastre) semplici disposte su due serie (quelle interne sono più lunghe e più rigide, quelle esterne sono fragili). Dimensione degli acheni: 2 - 3,5 mm.

## Biologia
Antesi: la fioritura in genere è anticipata.

Impollinazione: l'impollinazione avviene tramite insetti (impollinazione entomogama tramite farfalle diurne e notturne).

Riproduzione: la fecondazione avviene fondamentalmente tramite l'impollinazione dei fiori (vedi sopra).

Dispersione: i semi (gli acheni) cadendo a terra sono successivamente dispersi soprattutto da insetti tipo formiche (disseminazione mirmecoria). In questo tipo di piante avviene anche un altro tipo di dispersione: zoocoria. Infatti gli uncini delle brattee dell'involucro (se presenti) si agganciano ai peli degli animali di passaggio disperdendo così anche su lunghe distanze i semi della pianta.

## Distribuzione e habitat
L'habitat tipico sono i pascoli montani sassosi. La distribuzione italiana è relativa alle Alpi e Appennini settentrionali e centrali.

## Tassonomia
La famiglia di appartenenza di questa voce (Asteraceae o Compositae, nomen conservandum) probabilmente originaria del Sud America, è la più numerosa del mondo vegetale, comprende oltre 23.000 specie distribuite su 1.535 generi, oppure 22.750 specie e 1.530 generi secondo altre fonti (una delle checklist più aggiornata elenca fino a 1.679 generi). La famiglia attualmente (2021) è divisa in 16 sottofamiglie.

### Filogenesi
Il genere di questa voce appartiene alla sottotribù Hieraciinae della tribù Cichorieae (unica tribù della sottofamiglia Cichorioideae). In base ai dati filogenetici la sottofamiglia Cichorioideae è il terz'ultimo gruppo che si è separato dal nucleo delle Asteraceae (gli ultimi due sono Corymbioideae e Asteroideae). La sottotribù Hieraciinae fa parte del "quinto" clade della tribù; in questo clade è posizionata alla base ed è "sorella" al resto del gruppo comprendente, tra le altre, le sottotribù Microseridinae e Cichoriinae. Il genere  Hieracium (insieme al genere Pilosella) costituisce il nucleo principale della sottotribù Hieraciinae e formano (insieme ad altri generi minori) un "gruppo fratello" posizionato nel "core" delle Hieraciinae.
Il genere Hieracium è un genere estremamente polimorfo con maggioranza di specie apomittiche. Di questo genere sono descritte circa 1000 specie sessuali e oltre 3000 specie apomittiche, delle quali circa 250 e più sono presenti nella flora spontanea italiana.
I caratteri distintivi per il genere Hieracium sono:
- le piante non sono tutte vischiose;
- i fusti e le foglie hanno peli semplici o ghiandolari;
- i capolini sono numerosi;
- il colore dei fiori in genere è giallo carico;
- i rami dello stilo sono lunghi;
- le coste dell'achenio confluiscono in un anello;
- il pappo è formato da due serie di setole.

Le specie di questo genere, provviste di molte sottospecie, formano degli aggregati o sezioni con diverse specie incluse, altre sono considerati "intermediare" (o impropriamente ibridi in quanto queste specie essendo apomittiche non si incrociano e quindi non danno prole feconda) con altre specie. A causa di ciò si pongono dei problemi di sistematica quasi insolubili e per avere uno sguardo d'insieme su questa grande variabilità può essere necessario assumere un diverso concetto di specie. Qui in particolare viene seguita la suddivisione in sezioni del materiale botanico così come sono elencate nell'ultima versione della "Flora d'Italia".
La sezione XXI  Bifida, insieme alle sezioni Hieracium e Vulgata comprendono la maggior parte delle specie di origine europea nelle fasi post glaciali. Sono caratterizzate dalla riduzione delle foglie cauline e dall'anticipo della data di fioritura. Continui fenomeni di apomissia hanno formato gruppi altamente reticolati ancora in via di differenziazione.
I caratteri distintivi per le specie di questa sezione sono:
- le specie di questo gruppo sono piante di tipo fillopode (raramente sono hypofillopode);
- le foglie basali sono attenuate e più o meno brevemente picciolate;
- le foglie sono fortemente ridotte (da 0 a 1), sono colorate di verde-glauco e sono spesso macchiate;
- i peli ghiandolari sono più o meno assenti sui peduncoli dei capolini e sull'involucro;
- i peli semplici sono sparsi, quelli stellati sono densi;
- la fioritura è anticipata.

Il numero cromosomico delle specie della sezione è: 2n = 18, 27 e 36 (specie diploidi, triploidi, tetraploidi e pentaploidi).

### Specie della flora italiana
Nella flora spontanea italiana, per la sezione di questa voce, sono presenti le seguenti specie (principali e secondarie o derivate):
Specie principale. Hieracium bifidum Kit. ex Hornem., 1815 - Sparviere inciso: l'altezza massima della pianta è di 20 – 40 cm (massimo 55 cm); il ciclo biologico è perenne; la forma biologica è emicriptofita scaposa (H scap), ma anche emicriptofita rosulata (H ros); il tipo corologico è Orofita / Sud Europeo; l'habitat tipico sono i pascoli montani e subalpini e i pendii sassosi e rupestri su calcare; in Italia è una specie comune e si trova su tutto il territorio alpino fino ad una quota compresa tra 200 e 2.300 m s.l.m.. Per questa specie sono riconosciute oltre 50 sottospecie.
Caratteri principali: i peli semplici, sparsi e molli, sulle foglie si trovano ai margini e nella pagina inferiore.
Specie principale. Hieracium hypochoeroides  S.Gibson, 1843 - Sparviere di Porcellina: l'altezza massima della pianta è di 25 – 50 cm (massimo 60 cm); il ciclo biologico è perenne; la forma biologica è emicriptofita scaposa (H scap), ma anche emicriptofita rosulata (H ros); il tipo corologico è Orofita / Sud Europeo; l'habitat tipico sono i pascoli montani e subalpini e i pendii sassosi e rupestri su calcare; in Italia è una specie comune e si trova comunemente nelle Alpi, meno comune negli Appennini e molto rara nelle isole, fino ad una quota compresa tra 300 e 2.000 m s.l.m.. Per questa specie sono riconosciute oltre100 sottospecie.
Caratteri principali: ha dei caratteri intermedi tra il gruppo H. schmidtii / H. glaucinum e la specie H. bifidum; i peli semplici, da subrigidi a subsetosi o un poco curvo-setosi, sulle foglie si trovano sempre ai margini e densi nella pagina inferiore, sono lunghi 0,5 - 2 mm e colorati di bianco.
Specie principale. Hieracium cirritum Arv.-Touv., 1873 - Sparviere cirrito: l'altezza massima della pianta è di 20 – 30 cm (massimo 50 cm); il ciclo biologico è perenne; la forma biologica è emicriptofita scaposa (H scap), ma anche emicriptofita rosulata (H ros); il tipo corologico è Ovest e Sud Est Alpica; l'habitat tipico sono i pascoli montani e subalpini e i pendii sassosi e rupestri su calcare e silice; in Italia è una specie comune e si trova raramente nelle Alpi, fino ad una quota compresa tra 1.700 e 2.000 m s.l.m.. Per questa specie sono riconosciute una dozzina di sottospecie.
Caratteri principali: ha dei caratteri più simili alla specie H. bifidum che alla specie H. glanduliferum; i peli semplici sulle foglie sono densi ed hanno la base nera; i fiori femminili sono spesso "stilosi".
Specie secondarie collegate a Hieracium cirritum:
| Specie                                        | Caratteri                                                                | Habitat                             | Distribuzione italiana                           | Sottospecie               |
| --------------------------------------------- | ------------------------------------------------------------------------ | ----------------------------------- | ------------------------------------------------ | ------------------------- |
| Hieracium subcaesiiforme Zahn, 1905[27]       | Più simile alla specie H. bifidum che alla specie H. humile              | Pendii sassosi su calcare           | Valle d'Aosta e Trentino-Alto Adige - Molto rara | Una sottospecie           |
| Hieracium melanops Arv.-Touv., 1886[28]       | Tra la specie H. murorum e la specie H. glanduliferum                    | Pascoli alpini su silice            | Valle d'Aosta e Trentino-Alto Adige - Molto rara | Due sottospecie in Italia |
| Hieracium leiopogon Gren. ex Verl., 1872[29]  | Tra la specie H. pictum e la specie H. glaucinum                         | Pascoli sassosi su silice           | Sardegna - Molto rara                            | Una sottospecie in Italia |
| Hieracium caesioides Arv.-Touv., 1876[30]     | Tra la specie H. pictum e la specie H. bifidum                           | Pascoli sassosi                     | Alpi e Appennini - Rara                          | 10 sottospecie in Italia  |
| Hieracium contii Gottschl., 2009[31]          | Più simile alla specie H. caesioides che alla specie H. acanthodontoides | Pascoli sassosi su calcare          | Gran Sasso - Molto rara                          |                           |
| Hieracium galeroides Gottschl., 2009[32]      | Tra la specie H. schmidtii e la specie H. pulchellum                     | Pascoli sassosi su calcare          | Appennini - Molto rara                           | 2 sottospecie in Italia   |
| Hieracium cephalotes Arv.-Touv., 1876[33]     | Tra la specie H. caesioides e la specie H. pellitum                      | Pascoli sassosi                     | Piemonte - Molto rara                            | Una sottospecie in Italia |
| Hieracium permaculatum Gottschl., 2009[34]    | Più simile alla specie H. bifidum che alla specie H. pellitum            | Pascoli e pendii sassosi su calcare | Gran Sasso - Molto rara                          | 2 sottospecie in Italia   |
| Hieracium exilicaule Gottschl., 2009[35]      | Più simile alla specie H. bifidum che alla specie H. acanthodontoides    | Pascoli sassosi su calcare          | Gran Sasso - Molto rara                          |                           |
| Hieracium chlorelloides (Zahn) Zahn, 1916[36] | Più simile alla specie H. murorum che alla specie H. pellitum            | Pascoli sassosi su calcare          | Gran Sasso - Molto rara                          |                           |
| Hieracium erucopsis Gottschl., 2016[37]       | Tra la specie H. juengeri e la specie H. bifidum                         |                                     | Alpi Apuane - Molto rara                         |                           |

#### Specie italiane alpine
Alcune specie di questa sezione vivono sull'arco alpino. La tabella seguente mette in evidenza i dati relativi all'habitat, al substrato e alla distribuzione di alcune di queste specie alpine.
| Specie | Comunità vegetali | Piani vegetazionali      | Substrato  | pH     | Livello trofico | H2O   | Ambiente       | Zona alpina         |
| --- | ----------------- | ------------------------ | ---------- | ------ | --------------- | ----- | -------------- | ------------------- |
| H. bifidum | 10                | montano subalpino alpino | Ca - Ca/Si | basico | basso           | secco | C2 C3 F2 F5 F7 | tutto l'arco alpino |
| Legenda e note alla tabella. Substrato: con “Ca/Si” si intendono rocce di carattere intermedio (calcari silicei e simili). Zona alpina: vengono prese in considerazione solo le zone alpine del territorio italiano (sono indicate le sigle delle province). Comunità vegetali: 10 = comunità delle praterie rase dei piani subalpino e alpino con dominanza di emicriptofite. Ambienti: C2 = rupi, muri e ripari sotto roccia; C3 = ghiaioni, morene e pietraie; F2 = praterie rase, prati e pascoli dal piano collinare al subalpino; F5 = praterie rase subalpine e alpine; F7 = margini erbacei dei boschi. |                   |                          |            |        |                 |       |                |                     |